# Ambad
Ambad là một thành phố và là nơi đặt hội đồng đô thị (municipal council) của quận Jalna thuộc bang Maharashtra, Ấn Độ.

## Địa lý
Ambad có vị trí 18°04′B 75°22′Đ / 18,07°B 75,37°Đ Nó có độ cao trung bình là 530 mét (1738 feet).

## Nhân khẩu
Theo điều tra dân số năm 2001 của Ấn Độ, Ambad có dân số 26.096 người. Phái nam chiếm 53% tổng số dân và phái nữ chiếm 47%. Ambad có tỷ lệ 65% biết đọc biết viết, cao hơn tỷ lệ trung bình toàn quốc là 59,5%: tỷ lệ cho phái nam là 73%, và tỷ lệ cho phái nữ là 56%. Tại Ambad, 15% dân số nhỏ hơn 6 tuổi.